# Валенца (Алесандрија)
Валенца (итал. Valenza) је насеље у Италији у округу Алесандрија, региону Пијемонт.
Према процени из 2011. у насељу је живело 17305 становника. Насеље се налази на надморској висини од 127 м.

## Становништво
| 1936.  | 1951.  | 1961.  | 1971.  | 1981.  | 1991.  | 2001.  | 2011.  |
| ------ | ------ | ------ | ------ | ------ | ------ | ------ | ------ |
| 12.195 | 13.650 | 18.536 | 23.061 | 22.606 | 21.402 | 20.339 | 19.671 |